# Campo San Stin
Campo San Stin és una plaça de Venècia, situada al barri de San Polo, no gaire lluny del Campo dei Frari i de l'Escola Grande di San Giovanni Evangelista.